# 太陽穴
太阳穴位于头部两侧，眼睛后部的凹陷处，是一个中医的穴位，其下方是颞骨及部份的蝶骨。

## 位置
太阳穴是位于耳廓前面、前额两侧、外眼角延长线上方的一个穴位。其左被认为是「太阳」，其右为「太阴」。

## 作用
太阳穴是养生长寿的重要穴位之一。《达摩秘方》认为常按此穴可让人青春常在，返老还童，并将此视作回春法。
太阳穴下方为颞叶，它负责记忆与影像的储存、情绪支配、语言理解以及表情的辨识处理功能。
由于太阳穴十分敏感，当长时间用脑、休息不足时，人会便会感到胀痛，这是大脑疲劳的一个信号。如果这时按揉太阳穴，可给大脑适度刺激，从而维持旺盛的「精」、「气」、「神」。
现代医学证明，击中太阳穴，可使人短暂晕倒或因脑震荡而丧失意识。太阳穴在中医经络学上被称为“经外奇穴”，也是最早被各家武术拳谱列为要害部位的“死穴”之一。少林拳中记载，太阳穴一经点中“轻则昏厥，重则殒命”。

## 流行文化
在日本动漫《名侦探柯南》中，毛利小五郎大叔喜欢用力按压主角江户川柯南的太阳穴，以此惩罚他。
在《愛回家之開心速遞》中，龍力蓮發怒時也愛點人太陽穴。在北斗之拳中，健次郎也有使用殘悔拳點人太陽穴。